# KFBK
Koordinaten: 38° 50′ 54″ N, 121° 28′ 58″ W

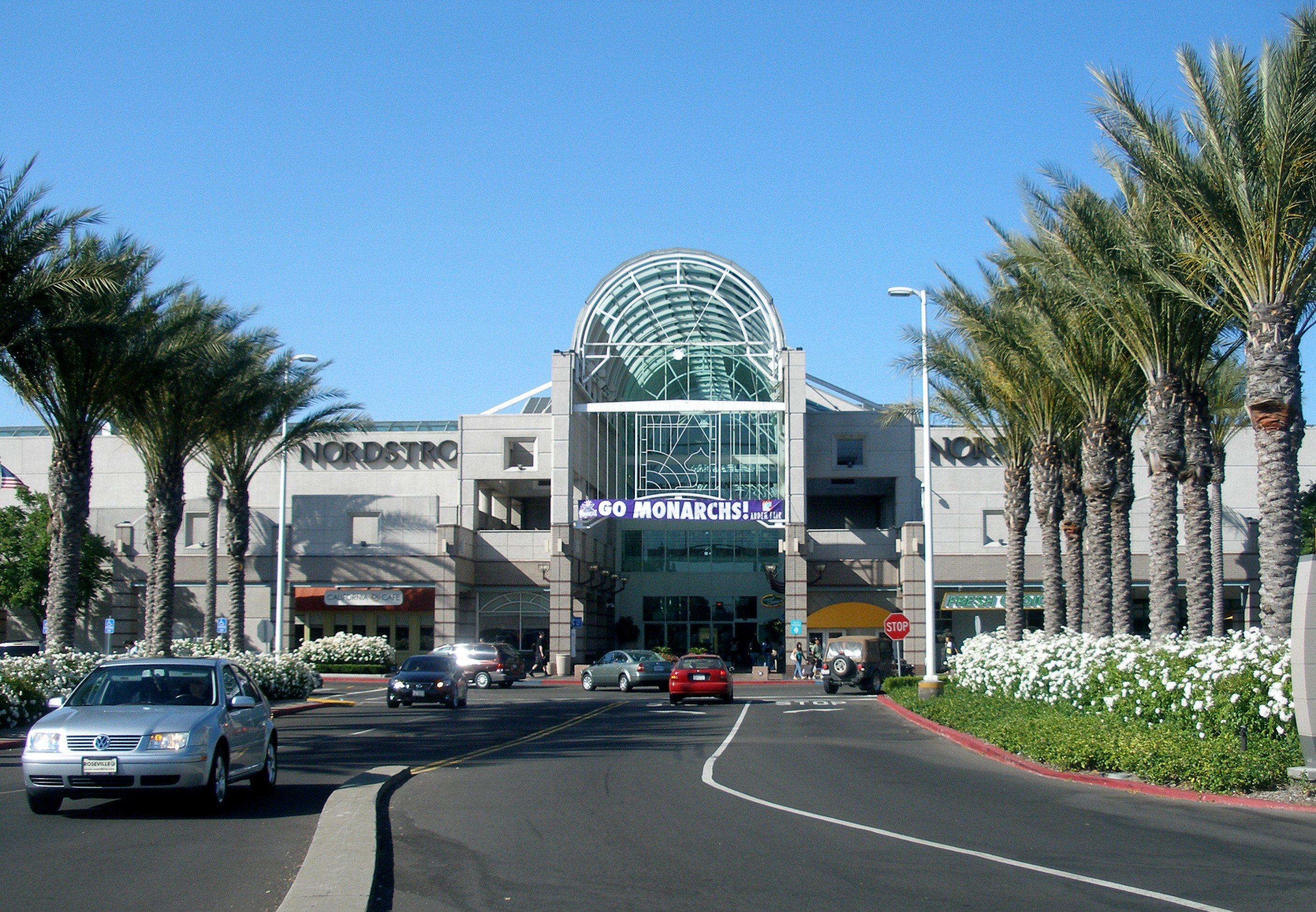
Die Studios von KFBK befinden sich in der Arden Fair Shopping Mall in Sacramento

KFBK ist eine Clear-Channel-Station in Sacramento, Kalifornien. Sie gehört zu der Gruppe der Talk/News-Stationen von iHeartMedia und übernimmt viele wichtige Programmteile von dessen Premiere Networks.
Das Signal von KFBK erreicht den gesamten Norden Kaliforniens vom Sacramento Valley bis zur San Francisco Bay Area. Nachts wird die westliche Hälfte der USA abgedeckt. Aufgrund seiner Lizenzklasse als „I-B“-Station teilt sich die Station den „Class A Status“ auf der Frequenz MW 1530 kHz mit der Ostküstenstation WCKY in Cincinnati, Ohio. Das Programm wird simultan über die UKW-Schwesterstation KFBK-FM auf 93,1 MHz gesendet.
Der reichweitenstarke rechtskonservative Moderator Rush Limbaugh startete seine Karriere 1984 bei KFBK mit seiner ersten eigenen Talkshow. Er wechselte jedoch 1988 zu ABC Radio und steht heute bei Premiere Networks unter Vertrag. Limbaughs Sendung läuft heute noch in dem gleichen Zeitfenster über KFBK wie damals (9 bis 12 Uhr); ebenso die Sendung von Thomas M. Sullivan.

## Geschichte
Die im Jahr 1922 gegründete Station wurde in den 1970er Jahren an Westinghouse Broadcasting verkauft und wurde zu Affiliate von ABC Radio. In den frühen 1980er Jahren konnte KFBK den damals bekannten Morton Downey, Jr. für die Mittagsschiene verpflichten. Er wurde 1984 von Rush Limbaugh abgelöst. 
Der ebenfalls US-weit sendende Tom Sullivan startete auch bei KFBK.
Durch die Aufhebung der Eigentumsbeschränkungen übernahm iHeartMedia in den 1990er Jahren die Station sowie die UKW-Station KFBK-FM und eine Reihe weiterer Radiostationen auf dem Radiomarkt.